# Chrysolina schatzmayri
Chrysolina schatzmayri es un coleóptero de la familia Chrysomelidae.
Fue descrita científicamente en 1916 por Müller.